# December 1932
| Deze maand                                                                                           |
| --- |
| - Von Schleicher Rijkskanselier - Volkenbond bespreekt Chaco-oorlog - Discussie over oorlogsschulden |

De volgende gebeurtenissen speelden zich af in december 1932. Sommige gebeurtenissen kunnen 1 of meerdere dagen te laat genoemd worden omdat ze soms vermeld zijn op de datum waarop ze bekend zijn geworden in plaats van de datum dat ze plaatsvonden.

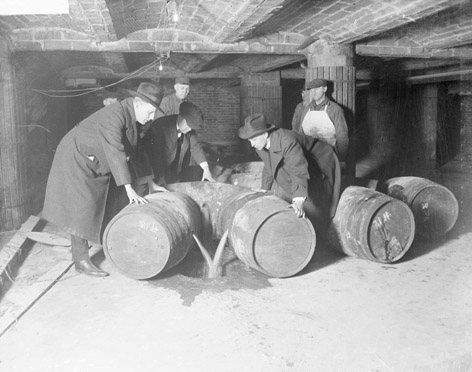
Drooglegging

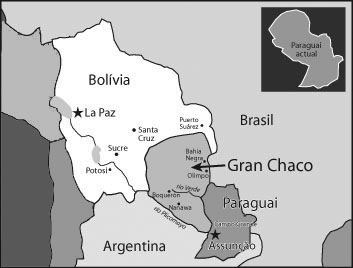
Betwist gebied tussen Bolivia en Paraguay

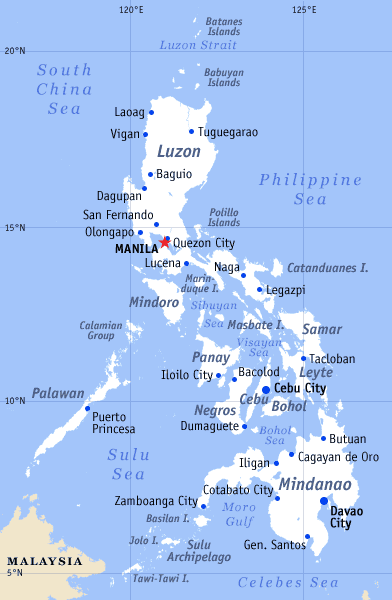
Filipijnen

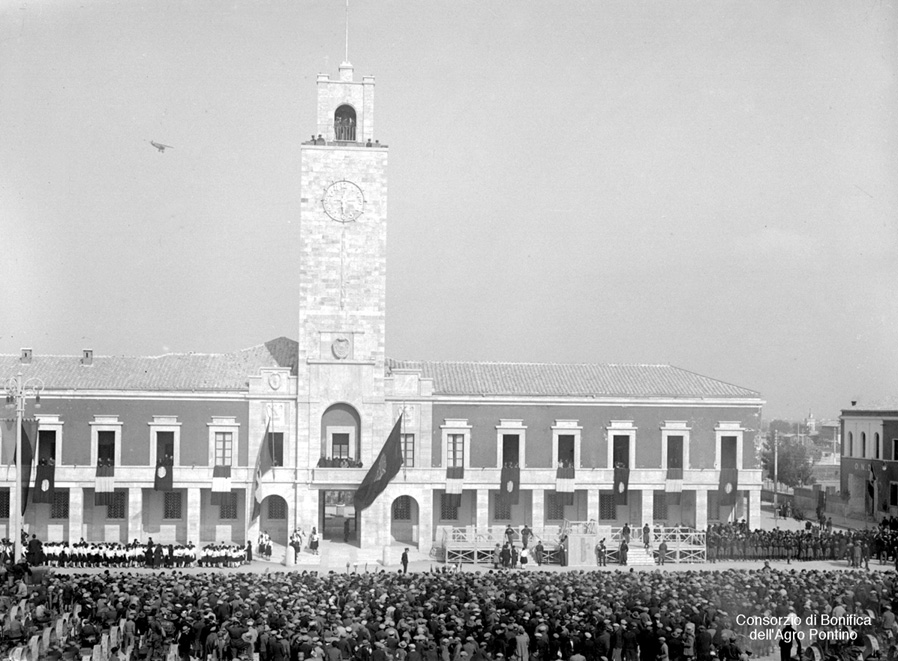
inwijding van Littoria

- 2: Een speciaal gerechtshof in Spanje doet uitspraak tegen ministers en andere betrokkenen bij de dictatuur van Primo de Rivera. Diverse personen krijgen, naast ontzegging uit het recht publieke functies te bekleden, 6 tot 12 jaar verbanning. Martinez Anido krijgt 24 jaar verbanning.
- 2: In Delft wordt de Vereniging voor Technische Physica opgericht door studenten Technische Natuurkunde.
- 3: Kurt von Schleicher is de nieuwe rijkskanselier in Duitsland. Zie: kabinet-Schleicher. De gematigde nationaalsocialist Gregor Strasser, die met Von Schleicher had onderhandeld over een vicekanselierschap, wordt gedwongen zijn posities binnen de NSDAP neer te leggen.
- 4: Bij provinciale verkiezingen in België winnen de katholieken en socialisten en verliezen de liberalen.
- 4: Het Nederlands Elftal verslaat in Düsseldorf Duitsland met 0-2 door twee goals van Law Adam.
- 5: In Zwitserland worden communisten uitgesloten van de staatsdienst.
- 5: Een voorstel van Henry T. Rainey om de Drooglegging af te schaffen behaalt niet de vereiste 2/3 meerderheid in het Amerikaans Congres.
- 6: Bij gemeenteraadsverkiezingen in Thüringen lijden de nationaalsocialisten een zwaar verlies.
- 6: De Volkenbond besluit een commissie naar Zuid-Amerika te zenden om het conflict tussen Bolivia en Paraguay (zie Chaco-oorlog) te onderzoeken.
- 6: De Britse regering meldt ondubbelzinnig dat zij het opzeggen van de concessie aan de Anglo-Persian Oil Company door Perzië onrechtmatig acht.
- 6: De corts, het parlement van Catalonië, komt voor het eerst in 2 eeuwen bijeen.
- 7: De Japanse torbedobootjager Savarabi kapseist in een storm bij Formosa. 106 opvarenden komen om.
- 9: Oud-Kamerlid Johannes Veraart stapt uit de RKSP.
- 10: Gregor Strasser, chef van de politieke organisatie van de NSDAP, treedt onder druk van Adolf Hitler af nadat bekend is geworden dat hij met Kurt von Schleicher gesproken had over een eventueel vicekanselierschap. Hitler neemt tot nader bepalen datum zelf de leiding van de politieke tak op zich.
- 10: De Verenigde Staten, het Verenigd Koninkrijk, Duitsland, Frankrijk en Italië ondertekenen een verklaring met als belangrijkste punt dat de Duitse aanspraak op pariteit in bewapening en ontwapening wordt erkend. Hiermee ligt de weg open voor een terugkeer van Duitsland tot de Ontwapeningsconferentie.
- 11: De drooglegging van het Arsameer (op Istrië) wordt begonnen.
- 12: In Rome vindt een grote demonstratie plaats naar aanleiding van anti-Italiaanse acties in Joegoslavië.
- 13: Nadat het Franse parlement een voorstel van de regering verwerpt om de op 15 december vervallende periode van de oorlogsschulden aan de Verenigde Staten te betalen, neemt het kabinet-Herriot ontslag.
- 13: In tegenstelling tot het Verenigd Koninkrijk en Frankrijk, weigeren Polen en België, ondanks een weigering van de Verenigde Staten om uitstel te verlenen, de op 15 december vervallende periode van de oorlogsschulden te betalen.
- 13: De Belgische regering treedt af. Charles de Broqueville wordt belast met de vorming van een nieuw kabinet.
- 13: De Sovjet-Unie weigert de gevluchte Mantsjoerijse rebellenleider Soe Ping Wen aan Japan uit te leveren.
- 14: Twee grote Japanse scheepvaartmaatschappijen, de Nippon Yoesen Kaisja en de Osaka Sjosen Kaisja, besluiten tot een fusie.
- 14: De Amerikaanse Senaat neemt een resolutie aan, inhoudende dat de Filipijnen binnen 8 jaar hun onafhankelijkheid verkrijgen.
- 15: De Volkenbondsraad verwerpt de wens van de Assyriërs in Irak van intern zelfbestuur. Zij stelt voor dat de Iraakse regering een externe deskundige inschakelt om de Assyrische problematiek te helpen oplossen. Irak reageert positief.
- 17: Mexico kondigt, in verband met de slechte financiële situatie van het land en de wettelijke uittredingstermijn van 2 jaar, zijn uittreden uit de Volkenbond aan. De regering voegt toe te hopen dat binnen 2 jaar de situatie zo verbeterd is dat de uittreding niet effectief hoeft te worden.
- 17: In België treedt een nieuwe regering aan, geleid door Charles de Broqueville.
- 17: In Argentinië worden oud-presidenten Hipólito Yrigoyen en Marcelo de Alvear gearresteerd nadat in de woning van eerstgenoemde een groot aantal bommen wordt ontdekt, blijkbaar met de bedoeling een staatsgreep te plegen. De noodtoestand wordt uitgeroepen.
- 18: De stad Littoria, gelegen in wat voorheen een moerasgebied was, wordt door Benito Mussolini ingewijd.
- 19: Joseph Paul-Boncour vormt een nieuwe regering in Frankrijk.
- 19: In de Sovjet-Unie worden de academische titels heringevoerd.
- 20: Pogingen van de Volkenbond om verzoening tussen China en Japan te bereiken, blijven vruchteloos.
- 20: De nieuwe grondwet in Siam treedt in werking.
- 21: De Volkenbondsraad neemt in spoedzitting het voorstel van de commissie betreffende het conflict tussen Bolivia en Paraguay (zie Chaco-oorlog) over:
  - Er dient een akkoord te worden gesloten waarin de regeling wordt toevertrouwd aan een door beide regeringen samen te stellen scheidsgerecht.
  - Binnen 48 uur van de ondertekening van dit akkoord dient een staakt-het-vuren van kracht te worden.
  - De landen krijgen ondersteuning van de geografische genootschappen van Londen, Washington en Madrid.
- 22: Franklin D. Roosevelt weigert deel te nemen aan een commissie betreffende de oorlogsschulden, zoals voorgesteld door president Herbert Hoover.
- 22: Paraguay verwerpt het bemiddelingsvoorstel van de Volkenbond.
- 23: Herbert Hoover trekt zich terug uit de onderhandelingen betreffende de oorlogsschulden, omdat toekomstig president Franklin D. Roosevelt op dit punt niet wenst samen te werken.
- 24: In Japan worden 11 leden van de gemeenteraad van Tokio veroordeeld voor het aannemen van steekpenningen van bouwondernemingen na de Kanto-aardbeving.
- 24: Roosevelt verklaart wel degelijk bereid te zijn tot samenwerking betreffende het buitenlands beleid, in het bijzonder de oorlogsschulden.
- 28: Griekenland krijgt 2 jaar uitstel van betaling van de termijn van de oorlogsschulden die op 1 januari vervalt.
- 30: Bolivia onteigent alle buitenlandse deposito's in goud om aan geld voor het leger te komen. De eigenaren krijgen een door de regering vastgestelde schadevergoeding.
- 30: De Vliegende Hollander, een snelle elektrische trein, rijdt in 2½ uur van Hamburg naar Berlijn, en bereikt een snelheid van 165 km/u, beide een record.
- 31: In China wordt de bigamie verboden.
- 31: Zuid-Afrika stapt af van de Gouden Standaard.

<< · januari · februari · maart · april · mei · juni · juli · augustus · september · oktober · november · december · >>